# John Aniston
John Aniston, właściwie Janis Anitios Anastasakis (grec. Γιάννης Ανήτιος Αναστασάκης, ur. 24 lipca 1933 w Chanii, na Krecie, zm. 11 listopada 2022 w Windsorze) – amerykański aktor, o greckich korzeniach, grający w operach mydlanych, ojciec aktorki Jennifer Aniston.

## Życiorys
Syn Stelli i Anthoniego Anastassakisa, urodzony na Krecie. W wieku dwóch lat wraz z rodzicami wyemigrował do USA, wtedy również ojciec Anistona zanglicyzował jego nazwisko. Rodzice otworzyli w Chester (stan Pensylwania) restauracje. Aniston miał dwie siostry, przynależał również do braterstwa Alpha Chi Rho.
Skończył studia na Stanowym Uniwersytecie Pensylwanii na kierunku sztuki teatralnej. Służył w marynarce jako oficer wywiadu, pełnił czynną służbę w Panamie, później przeniesiony do rezerwy. Osiągnął rangę komandora podporucznika.
Ożenił się z Nancy Dow (z którą miał córkę - Jennifer Aniston). Po rozwodzie, ponownie wstąpił w związek małżeński z Sherry Rooney (mieli syna - Alexandra).
Był przyjacielem aktora Telly Savalasa.

## Kariera
Występował w wielu operach mydlanych począwszy od roku 1975, kiedy dołączył do obsady serialu Love of Life (wcielił się w nim w postać Edouarda Aleata). W 1978 opuścił ten serial i do 1984 występował w Search for Tomorrow (grał Martina Tourneura). Aniston wcielił się również w rolę Victora Kiriakisa w operze mydlanej Dni naszego życia (występował w niej w latach 1985–1997, 1999–2004 i od 2004).
Zagrał również małą rolę w telewizyjnym serialu Kochane kłopoty.

## Filmografia

### Filmy
- 2010 Gold & the Beautiful, The jako Gerard Benedict
- 2008 Fixing Rhonda jako detektyw Macomas
- 2008 Awakening of Spring, The jako pan Gable
- 2007 Piaski otchłani jako Nigel Barrington
- 1993 Night Sins jako Victor Kiriakis

### Seriale
- 2008–2009 Najgorszy tydzień jako Jim
- 2007 Journeyman podróżnik w czasie jako Merrit Ambaucher
- 2003 Moje wielkie greckie życie jako Constantine Christakos
- 2003 Dowody zbrodni jako Herbert 'Wolf' James
- 2002–2005 American Dreams jako John Victor
- 2000-2007 Kochane kłopoty jako Douglas Swope
- 1999–2006 Prezydencki poker jako Alexander Thompson
- 1997-1998 Fired Up jako Gordon
- 1996 Gorączka w mieście jako Alex Zota
- 1993-2001 Diagnoza morderstwo jako Carlton Everest
- 1984–1987 Airwolf jako pułkownik
- 1973-1978 Kojak jako Albert Dancik
- 1966-1973 Mission: Impossible jako kapitan IMF
- 1965 Dni naszego życia jako Victor Kiriakis
- 1965 I Spy jako Economides
- 1962-1971 Virginian, The jako Frank West
- 1962-1971 Combat! jako Drugi Grek
- 1961-1962 87th Precinctjako oficer
- 1951-1986 Search for Tomorrow jako Martin Tourneur
- 1951-1986 Love of Life jako Eddie Aleata